# Nagacta leplaei
Nagacta leplaei is een insect uit de familie van de vlinderhaften (Ascalaphidae), die tot de orde netvleugeligen (Neuroptera) behoort. 
Nagacta leplaei is voor het eerst wetenschappelijk beschreven door Navás in 1914.